# Libnotes (Goniodineura) lantauensis
Libnotes (Goniodineura) lantauensis is een tweevleugelige uit de familie steltmuggen (Limoniidae). De soort komt voor in het Oriëntaals gebied.